# Holotrichia nitida
Holotrichia nitida är en skalbaggsart som beskrevs av Brenske 1892. Holotrichia nitida ingår i släktet Holotrichia och familjen Melolonthidae. Inga underarter finns listade i Catalogue of Life.